# Offside (film)
Offside (Perzisch: آفساید) is een Iraanse speelfilm uit 2006 van Jafar Panahi, over vrouwen die zich als man verkleden teneinde een selectiewedstrijd te zien tussen Iran en Bahrein voor het wereldkampioenschap voetbal 2006. De film werd opgenomen tijdens deze wedstrijd, in Teheran. Panahi liet zich bij het thema inspireren door zijn dochter, die besloten had om deze wedstrijd koste wat kost te zullen bezoeken.
De actrices kregen van Panahi de opdracht om zelf te bedenken hoe zij zich als man zouden verkleden. Hun verschijningen in de film verbeelden daardoor hun eigen gedachten over de juiste aanpak op dit gebied.
Hoewel de film zoals meerdere films van Jafar Panahi in Iran werd verboden, was hij in 2007 toch de populairste film in dat land. Zoals de meeste films van Panahi bekritiseert Offside de beperkingen die de overheid van Iran oplegt, met name de positie van de vrouwen.

## Verhaal
In 2005 verkleden vrouwen zich als man om in Teheran de selectiewedstrijd tussen Iran en Bahrein te kunnen zien. Het is vrouwen verboden om voetbalwedstrijden te bezoeken, en op deze manier doen ze toch een poging. De film toont een aantal vrouwen die falen in hun poging: bij de ingang worden ze opgemerkt en gedurende de wedstrijd worden ze vastgehouden door dienstplichtige soldaten die het persoonlijk eigenlijk niet zo heel veel kan schelen of de vrouwen tot de wedstrijd worden toegelaten maar die verplicht zijn om ze vast te houden. Een aantal vrouwen wordt tijdens de wedstrijd uit het publiek geplukt en bij de eerdere arrestanten gezet. Een van hen weet te ontkomen en alsnog een groot deel van de wedstrijd te zien. Maar uit mededogen met de soldaten, die door haar verdwijning zullen worden gestraft, keert ze terug naar de arrestanten.
Na afloop van de wedstrijd worden de vrouwen per arrestantenbusje naar de gevangenis gebracht. Het busje komt echter vast te zitten in feestend Teheran en de vrouwen worden door de feestende massa uit de bus gehaald. De soldaten laten het daar bij.

## Rolverdeling
De personages hebben in de film geen namen.
| Acteur                | Personage |
| --------------------- | --- |
| Sima Mobarak-Shahi    | Jonge vrouw die per bus naar het stadion gaat                                                                                    |
| Shayesteh Irani       | Rokende vrouw, zij heeft meer ervaring op dit gebied                                                                             |
| Ayda Sadeqi           | Vrouw die weet te ontsnappen door naar het toilet te moeten                                                                      |
| Golnaz Farmani        | Jonge vrouw die haar chador aantrekt als een buurman, op zoek naar zijn dochter, haar herkent                                    |
| Mahnaz Zabihi         | Vrouw die een deel van de wedstrijd weet te zien door zich als soldaat te vermommen (en daarvoor de doodstraf vreest te krijgen) |
| Safdar Samandar       | Soldaat uit Azerbeidzjan |
| Mohammad Kheir-abadi  | Soldaat uit Mashhad |
| Masoud Kheymeh-kabood | Soldaat uit Teheran |

## Prijzen
- 2006: Zilveren Beer in het Filmfestival van Berlijn
- 2006: Amnesty International Film Award
- 2006: alle vrouwelijke hoofdrollen wonnen de prijs voor de beste actrice in het Internationale Filmfestival van Gijón